# Tabacco di Laodicea

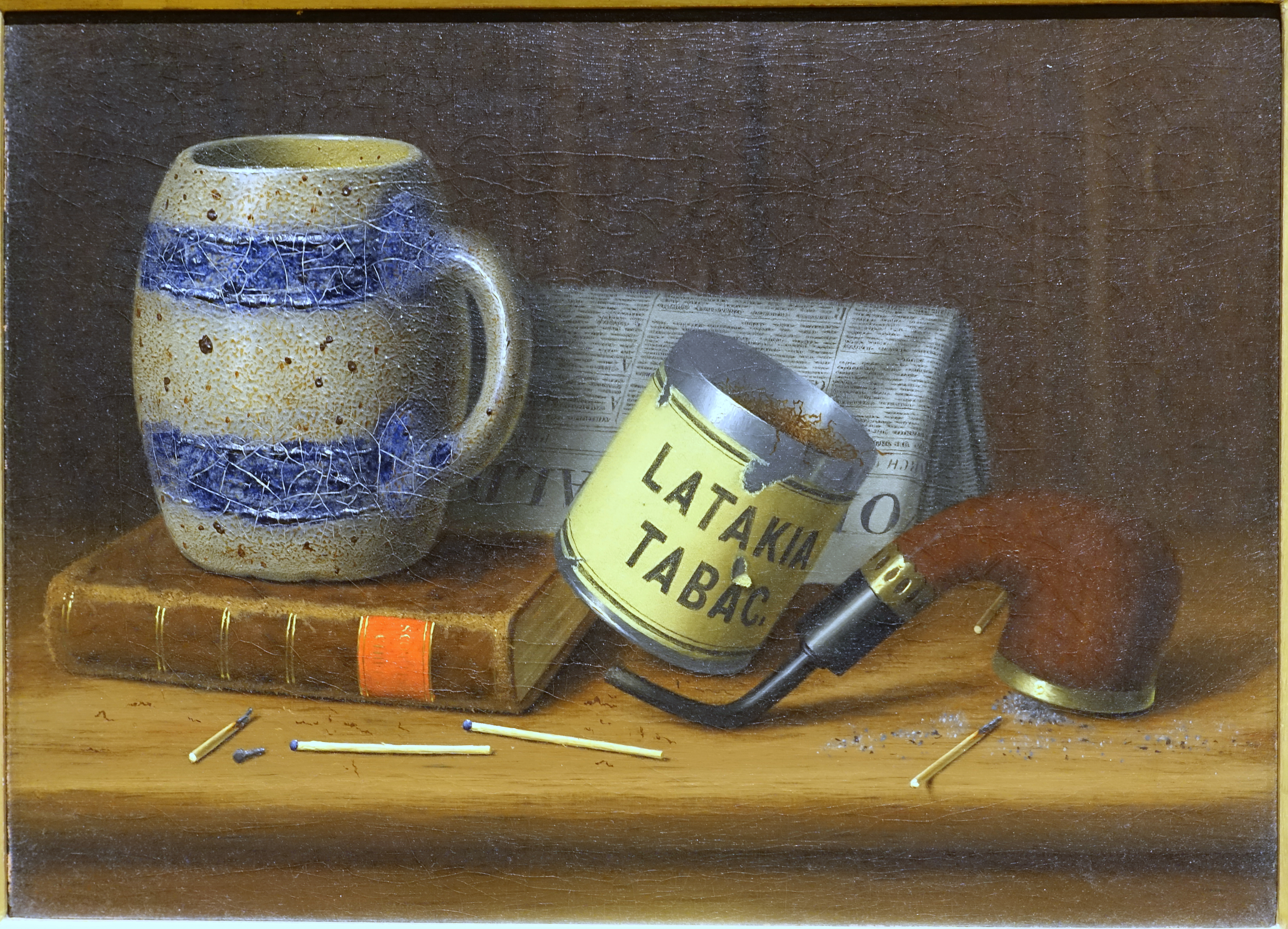
Latakia II, William Michael Harnett, 1880

Il tabacco di Laodicea, meglio noto come "Latakia", è una varietà di tabacco coltivata lungo la costa siriana e oggi quasi esclusivamente nell'isola di Cipro. Prende il nome dalla città siriana di Laodicea (Latakia).

## Caratteristiche
È una cultivar di tabacco di tipo orientale, con piccole foglie. Il procedimento di cura comporta un'affumicatura a fuoco diretto di essenze aromatiche e fa sì che il colore delle foglie assuma tonalità che vanno dal bruno-grigiastro al nero.
Di gusto dolce e leggero, leggermente pungente, non è adatto a essere fumato da solo né per essere usato nella fabbricazione di sigarette o di sigari, salvo rarissime eccezioni. È invece molto usato come componente aromatizzante nelle miscele di tabacchi per pipa, grazie alla carica aromatica molto intensa e gradevole e anche grazie all'ottima capacità di legare bene con altri tabacchi conferendo carattere alle miscele.
In particolare entra come componente essenziale nelle cosiddette miscele di stile inglese (la classica "miscela inglese" è formata all'incirca dall'80% di Virginia, dal 15% di Orientale generico e dal 5% di Latakia).

## Storia
La leggenda vuole che il Latakia sia nato per caso, quando dei mercanti europei che viaggiavano in Siria si imbatterono in un tabacco dal gusto speziato e chiesero ai contadini locali notizie in merito, venendo così a sapere che si trattava di foglie invendute al mercato e quindi lasciate appese al soffitto delle loro povere case, nelle quali ogni cosa subiva la naturale affumicatura prodotta dal focolare centrale. Anche il tabacco, di conseguenza, si impregnava di fumi e odori domestici, diventando scuro e unto.
La scoperta avrebbe allora istituzionalizzato il metodo casuale, trasformando un prodotto di scarto in uno dei tabacchi più pregiati e costosi.
Al di là dell'aneddoto, il Latakia viene tradizionalmente affumicato mediante combustione di arbusti e rami di pini, cedri, mirto, erbe aromatiche.
La produzione si è progressivamente spostata dalla costa siriana a Cipro, dove la pianta utilizzata è leggermente più grande e appartiene alla cultivar di seme Smyrne chiamata "Yellow Cyprus".